# Beijing Institute of Technology FC
El Beijing Institute of Technology Football Club (en chino simplificado, 北京理工大学足球俱乐部) o simplemente BIT es un equipo de fútbol chino que participa en la China League Two, la tercera división del país. Pertenece al distrito de Haidan de la ciudad de Pekín, China y juega en el estadio BIT Eastern Athletic Field con capacidad para 5 000 espectadores. El club fue fundado en el año 2000 y actualmente es propiedad del Instituto de Tecnología de Pekín y de Joan Oliver, quien adquirió el 29 por ciento de las acciones del equipo el 5 de diciembre de 2016.

## Historia

### Fútbol Universitario
Antes de jugar fútbol profesional este club era considerado uno de los mejores equipos del fútbol universitario chino. Participó en varios campeonatos a nivel universitario como el  "Chinese Collegiate Football League"  (Chino simplificado: 中国 大学生 足球 联赛), desde la fundación de la liga el 2001. El apoyo financiero inicial era por el Instituto de Tecnología de Pekín el apoyo empresario y la donación de alumnos. Del 2001 el club se adjudicó 4 torneos a nivel universitario los años 2002, 2003, 2004 y 2006 destacando el Tri-Campeonato obtenido.

### La llegada al fútbol profesional
En 2006, el equipo ganó el título de campeón del semi-profesional Liga Yi y fue ascendido a la Liga Jia profesional. La promoción atrajo gran atención en la nación, porque era la primera vez que un equipo compuesto por estudiantes universitarios ganó este torneo. Sin embargo, las preocupaciones también se plantearon en relación con el impacto que el fútbol profesional tendrá en los alumnos y si la universidad debe permitir a su equipo deportivo para participar en una liga profesional.
En la temporada 2007 , el equipo terminó en la 11 de los 13 equipos de la liga y se quedó jugando en la liga para la temporada 2008 . Durante la misma temporada, el equipo ha sido renombrado como el Beijing Aigo College Student Football Team (Chino simplificado: 北京 爱国者 大学生 足球队) debido al patrocinio financiero de la Beijing Huaqi Tecnología de la Información Digital Co., Ltd, propietaria del Aigo marca.
En 2009  el club cambió de patrocinador para GuiRenNiao y también se cambia el nombre a "Beijing GuiRenNiao College Student Football Club" (Chino simplificado: 北京 贵人 鸟 大学生 足球 俱乐部).

## Palmarés

### Torneos universitarios (4)
- Chinese Collegiate Football League (4) : 2002, 2003, 2004, 2006.

### Torneos Nacionales (1)
- China League Two (Tercera División) (1): 2006